# Pensiero sistemico
Il pensiero sistemico è un approccio filosofico di comprensione della realtà sviluppatosi nel XX secolo, in contrapposizione al pensiero meccanicista riduzionista prodotto dei filosofi della rivoluzione scientifica del XVII secolo, come Cartesio, Francesco Bacone e Isaac Newton.
Questo approccio non nega la razionalità scientifica, ma ritiene che questa da sola, non fornisca parametri sufficienti per la crescita umana.

## I precursori
Il pensiero sistemico trae le sue origini dalla filosofia greca, in particolare da Aristotele e dai primi pitagorici, i quali concentravano le proprie riflessioni sulla forma e sostanza delle cose. Queste riflessioni furono poi riprese nei primi anni del '900 da alcuni studiosi che iniziarono ad elaborare alcune teorie sulla dicotomia struttura-sistema degli esseri viventi.

## Il XX secolo
La prima opera incentrata sul pensiero sistemico fu la Tectologìa elaborata da Aleksandr Bogdanov. Questo lavoro rappresenta il primo tentativo di dar vita ad una scienza delle strutture, basata sulla formulazione di principi di organizzazione, che consentivano di comprendere le strutture dei sistemi viventi e non viventi. Bogdanov individuò tre tipologie diverse dei sistemi: sistemi organizzati, sistemi disorganizzati e sistemi neutri. Nella teoria di Bogdanov i due processi di organizzazione fondamentali sono la formazione e la regolazione.
Nello stesso periodo, il geochimico Vladimir Vernadsky condusse uno studio sui sistemi viventi e sulle loro relazioni con il mondo fisico che li circonda. In particolare,  prese la biosfera, come oggetto del suo studio, considerata come un sistema vivente, caratterizzato dalla forte interconnessione tra tutti gli esseri viventi che lo popolano e, attraverso processi di scambio, nutrono i viventi. Inoltre, Vernadsky affermò che qualsiasi sistema vivente può sempre essere considerato un sottosistema di un sistema più ampio.
Successivamente, negli anni Quaranta-Cinquanta, Ludwig von Bertalanffy sviluppò una Teoria Generale dei Sistemi, per costituire una base comune per tutte le discipline scientifiche. I concetti fondamentali alla base di questa teoria sono l'apertura e la chiusura dei sistemi viventi, l'omeostasi, l'autoregolazione e l'equifinalità.
Due ricercatori cileni, Humberto Maturana e Francisco Varela, hanno contribuito alla sviluppo della teoria generale dei sistemi ipotizzando una teoria biologica nota come autopoiesi.

## Teoria
Il pensiero sistemico è parte della teoria sociologica dei sistemi e ne studia l'interdisciplinarità. Un sistema è un gruppo di parti interconnesse e interdipendenti, presenti in natura o create dall'uomo, esso è limitato nel tempo e nello spazio, influenzato dal suo ambiente, definito nella sua struttura e nel suo scopo e manifestato nella sua funzionalità. Un sistema può divenire maggiore delle sue singole parti quando nel suo assieme produce sinergie o comportamenti emergenti.
La variazione di una componente del sistema può influenzarne altre parti o influenzare l’intero sistema, osservando i modelli comportamentali è possibile prevedere questi cambiamenti Affinché un sistema possa apprendere e adattarsi, la sua crescita e il suo grado di adattamento dipendono dal suo coinvolgimento con l'ambiente. Alcuni sistemi ne alimentano altri, mantenendo l’altro sistema per evitare guasti. Lo scopo di una teoria dei sistemi è riprodurre il modello delle sue dinamiche, delle sue restrizioni, delle sue condizioni e chiarire i principi di base (come obiettivi, misurazioni, metodi, strumenti, ecc.) per comprenderli meglio e applicarli ad altri sistemi a livello tutti i livelli e, quindi, ottenere un'ottimizzazione dell'equifinalità.

### Concetti chiave
Un sistema è concepito e descritto con i seguenti elementi e regole:
- un sistema è composto da parti,
- tutte le parti di un sistema devono essere collegate (direttamente o indirettamente), altrimenti si deve considerare l'esistenza di due o più sistemi distinti,
- se un sistema è incapsulato (delimitato da un limite), allora è detto “chiuso”; oppure può scambiare elementi con un ambiente esterno, e quindi è detto  "aperto". Non è ovvia la distinzione per cui è stato proposto il termine “cracked”[8],
- il limite di un sistema è indicato da una scelta decisa da un osservatore o da un gruppo di osservatori,
- un sistema può essere annidato all'interno di un altro sistema,
- un sistema può essere sovrapposto ad un altro sistema,
- un sistema è limitato nel tempo,
- un sistema è limitato nello spazio, se le componenti non sono necessariamente co-localizzate,
- un sistema riceve input e invia output nell'ambiente in senso lato,
- un sistema è costituito da processi che trasformano gli input in output.

La teoria della ricerca sistemica ritiene che:
- un sistema è un insieme complesso e dinamico, che interagisce come una singola unità funzionale strutturata,
- un sistema è una comunità situata in un ambiente,
- l'energia, la materia e l'informazione sono presenti sotto forma di flussi tra i diversi elementi che compongono il sistema,
- i flussi di energia, materia e informazioni provenienti da o verso l’ambiente circostante avvengono tramite membrane semipermeabili o di confine,
- I sistemi sono spesso composti da entità che cercano l’equilibrio, ma possono mostrare un comportamento oscillante, caotico o esponenziale.

### L'approccio sistemico
L’approccio del pensiero sistemico considera::
- l'interdipendenza degli oggetti e dei loro attributi: elementi indipendenti non possono mai costituire un sistema;
- olismo: non è possibile individuare le proprietà emergenti mediante l'analisi, dovrebbe essere possibile definirle mediante un approccio olistico;
- l'obiettivo della ricerca: l'interazione sistemica deve sfociare in un obiettivo o uno stato finale;
- ingressi e uscite : in un sistema di input chiuso, sono accettati, determinati, riconosciuti e sono costanti; in un sistema aperto, sono ammessi input aggiuntivi dall'ambiente;
- trasformare gli input in output: è il processo attraverso il quale si ottengono gli obiettivi;
- entropia: la quantità di disordine o casualità presente in qualsiasi sistema;
- il controllo: un metodo di feedback è necessario affinché il sistema funzioni in modo prevedibile;
- la gerarchia: gli insiemi complessi sono costituiti da sottosistemi più piccoli;
- Là differenziazione : le unità specializzate svolgono funzioni specializzate;
- equifinalità: altre modalità per raggiungere gli stessi obiettivi (convergenza);
- multifinalità: il raggiungimento di obiettivi alternativi a partire dagli stessi input (divergenza).